# Cayo Caristanio Frontón
Cayo Caristanio Frontón (en latín, Gaius Caristanius Fronto) fue un caballero y senador romano del siglo I, que desarrolló su carrera política bajo los emperadores Nerón y la dinastía Flavia.

## Origen
Natural de Antioquía de Pisidia (Yalvac, Turquía) en la provincia romana de Galacia, descendía de colonos romanos asentados allí por Augusto, por lo que debía corresponder a su cuarta generación. Posiblemente descendía del caballero de época de Claudio Cayo Caristano Frontón Cesiano Julo.

## Carrera
Conocemos su cursus honorum a través de una inscripción latina de su ciudad de origen, confirmada por otra inscripción griega del mismo lugar, cuyo desarrollo es el siguiente:

C(aio) Carist[a]

nio C(ai) f(ilio) Ser(gia) Fr[on]

toni trib(uno) mil(itum) pr[aef(ecto)] 

eq(uitum) alae Bosp(oranorum) adl[e] 4

cto in senatu(m) inter 

tribunic(ios) promoto in

ter praetorios leg(ato) pro 

pr(aetore) Ponti et Bithyn(iae) leg(ato) Imp(eratoris) 8

divi Vespasian(i) Aug(usti) leg(ionis) 

IX Hispanae in Britann(ia) 

leg(ato) pro pr(aetore) Imp(eratoris) divi Titi 

Caes(aris) Aug(usti) et Imp(eratoris) Domitian(i) 12

Caes(aris) Aug(usti) provinc(iae) Pam

phyliae et Lyciae patro

no col(oniae) //
T(itus) Caristanius Cal/purnianus Rufus / ob merita eius h(onoris) c(ausa)

Su carrera militar ecuestre comenzó bajo Nerón como tribuno militar  de una legión desconocida, lo que normalmente consistía la secunda militia, sin que conste la prima militia, que era el mando como praefectus cohortis de una cohorte auxiliar de infantería o mixta o equitata. Su tertia militia fue la de prefecto del Ala I Bosporanorum destinada en la provincia romana de Siria, por lo que debió formar parte del ejército que Vespasiano utilizó para las operaciones de la primera guerra judeo-romana y aclamarlo como emperador el 1 de julio de 69. Como consecuencia, Vespasiano le premió con dos adlectiones sucesivas, inter tribunicios e inter praetorios, que le abrieron las puertas del Senado romano.
Inmediatamente, Vespasiano le asigno el gobierno de la provincia senatorial Bitinia y Ponto, pero como legado imperial y no como procónsul, entre los años 74/75 y 75/76; después, poco antes del fallecimiento de Vespasiano el 23 de junio de 76, fue enviado como legado a la Legio IX Hispana en su base de Eburacum (York, Reino Unido) en la provincia Britania, unidad que mandó hasta 79.
El emperador Tito lo nombró poco antes de su muerte el 13 de septiembre de 81, gobernador de la provincia Licia y Panfilia, siendo confirmado en el cargo por Domiciano y dirigiéndola hasta 83-84. Su carrera culminó cuando Domiciano lo otorgó la magistratura de consul sufecttus durante el nundinum de mayo a junio de 90.

## Matrimonio y descendencia
Estuvo casado con Calpurnia Paula, hija de Calpurnio Longo, con la que tuvo dos hijos, Cayo Caristanio Frontón y Cayo Caristanio Paulino.